# Ceaucé
Ceaucé är en kommun i departementet Orne i regionen Normandie i nordvästra Frankrike. Kommunen ligger i kantonen Domfront som tillhör arrondissementet Alençon. År 2022 hade Ceaucé 1 164 invånare.

## Befolkningsutveckling
Antalet invånare i kommunen Ceaucé
| Referens: INSEE |